# Легран, Ксавье
Ксавье Легран (фр. Xavier Legrand; род. 1979, Франция) — французский театральный и киноактер, кинорежиссёр и сценарист. Лауреат и номинант многочисленных международных и национальных фестивальных и профессиональных кинонаград. Кавалер Ордена искусств и литературы (2013).

## Биография
Ксавье Легран дебютировал в юном возрасте как актёр, снявшись в культовой ленте Луи Маля «До свидания, дети» (1987). После окончания школы учился в Национальной консерватории драматического искусства в Париже. С 2004 года начал играть второстепенные роли в кино и на телевидении.
Легран стал известным как режиссёр и сценарист благодаря своем дебютном короткометражном фильма «Прежде чем потерять все» (2012), который был удостоен наград ряда международных национальных кинофестивалей, французской национальной кинопремии «Сезар» за лучший короткометражный фильм, а также в 2014 году номинировался на «Оскара» как лучший короткометражный фильм.
В 2017 году Ксавье Легран представил свой полнометражный дебют по собственному сценарию «Опека» на Венецианском международном кинофестивале и был награждён «Серебряным львом» за лучшую режиссуру и Приз Луиджи Ди Лаурентиса – Лев Будущего. Кроме того, лента получила специальный приз и приз зрительских симпатий МКФ в Сан-Себастьяне, специальный приз жюри МКФ в Цюрихе, Приз ФИПРЕССИ за лучший фильм на 47-м Киевском МКФ «Молодость» и др. В 2019 году фильм был номинирован в 10 категориях на соискание кинопремии «Сезар», в том числе за лучший фильм и лучшую режиссёрскую работу Ксавье Леграна
Кроме работы в кино Ксавье Легран активно выступает на театральной сцене, играя роли в постановках по произведениям Уильяма Шекспира, Мольера, Флоранс Деле, Антона Чехова и других.
В 2018 году Ксавье Легран входил в состав жюри 44-го фестиваля американского кино в Довиле (Франция).